# Glycosylamine
 (janvier 2022).
Si vous disposez d'ouvrages ou d'articles de référence ou si vous connaissez des sites web de qualité traitant du thème abordé ici, merci de compléter l'article en donnant les références utiles à sa vérifiabilité et en les liant à la section « Notes et références ».

Éther d'hémiaminal cyclique dérivé d'un aldéhyde

Un glycosylamine est un composé biochimique constitué d'une amine liée par une liaison β-N-osidique à un ose, formant ainsi un éther d'hémiaminal (α-aminoéther) cyclique.

L'adénosine, une glycosylamine

On compte dans ce groupe de composés les nucléosides, telle que l'adénosine.

## Exemple
- Ribofuranosylamine